# Квінтет для груп
Квінтет для груп (англ. Quintet for Groups) — музичний твір Бена Джонстона, написаний 1965 року.
Квінтет для груп було написано 1965 року американським композитором Беном Джонстоном. Він викладав в Університеті Іллінойсу та на початку шістдесятих очолював Фестиваль сучасних мистецтв, що проходив в університеті. Під час пошуку виконавців для фестивалю, Джонстон познайомився з Елеазаром де Карвалью, диригентом Сент-луїсського симфонічного оркестру. Той зацікавився творчістю Джонстона, а його дружина, піаністка Джосі де Олівейра навіть виконувала етюд Джонстона для перкусії Knocking Piece. Врешті решт, коли Джонстон перебував на сабатікалі в університеті, Карвалью замовив йому створення твору для оркестру.
Джонстон був досвіченим композитором, проте писав переважно для камерних ансамблів, а не для симфонічних оркестрів. Менше з тим, він погодився на пропозицію, вирішивши розділити оркестр на п'ять менших груп, кожна з яких могла б репетирувати окремо: дерев'яні духові, мідні духові, перкусія (ця група також містила два фортепіано та дві арфи, всі настроєні в чистому строї) та дві групи струнних. Попри те, що симфонічні оркестри зазвичай виконують консервативну музику, Карвалью погодився на те, щоб твір Джонстона містив експериментальні елементи, з якими Джонстон працював останнім часом, зокрема був би мікроінтервальним. Композитор хотів продемонструвати перехід від хаосу, який передавався за допомогою елементів шуму та імпровізації, до повного контролю, втіленого за допомогою технік серіалізму та пропорційних ритмів.
Прем'єра Квінтету мала відбутися 1967 року в Сент-Луїсі. Їй передували складні репетиції твору, в яких брав участь і сам автор. Спочатку виявилося, що дружина Карвалью Джосі де Олівейра, для якої писався твір, не спрацювалася з оркестром і не братиме участь в прем'єрі. Інші учасники оркестру не мали достатньо часу для репетицій у малих групах, як того очікував Джонстон. Перкусіоністи, на яких, як і на піаністові, мала «триматися» конструкція твору, виявилися недостатньо досвіченими. Карвалью довелося спрощувати деякі партії та покладатися на те, що ці проблеми вдасться розв'язати під час репетицій з Джонстоном.
Коли Джонстон прибув до Сент-Луїсу, виявилося, що не всі музиканти прихильно ставилися до виконання його твору. Один з арфістів був проти того, щоб настроювати арфу у незвичний спосіб. Музиканти групи струнних протестували проти того, як використовувалися їхні інструменти, поки Джонстон не продемонстрував їх весь задум і те, як наприкінці твору з «шуму» виникатиме «музика». Обидві групи духових, з іншого боку, швидко зрозуміли настанови Джонстона та були відкритими до співпраці. Нарешті, один з перкусіоністів відмовлявся грати твір та був звільнений Карвалью прямо на місці, але після перерви все ж вдалося домовитися про те, щоб він виконував накази диригента. Коли, нарешті, конфлікти всередині колективу було вирішено, виявилося, що часу для точного втілення ідей Джонстона недостатньо, тому група перкусійних інструментів була змушена частково імпровізувати.
Прем'єра Квінтету для груп відбулася 24 та 25 березня в Сент-Луїсі. На вимогу спілки музикантів, цей концерт не записувався на плівку. Як згадували Бен Джонстон та Пітер Єтс, глядачі поділилися на дві групи: частина освистувала твір, а інші зустрічали його бурними аплодисментами (врешті решт друга група «перемогла»). «Для мене, після першого прослуховування, це не було схоже на музику, але те, що вийшло в результаті, було важливим» — згадував Єтс. За словами Джонстона, його друзі з Сент-Луїсу пояснювали, що незадоволені критикували не стільки сам твір, скільки персону диригента Карвалью, і того ж року досягли його усунення. Після цього протягом декількох десятилітть Квінтет для груп не виконувався жодного разу, а його ноти не публікувалися.
1968 року в журналі Perspectives of New Music вийшла аналітична стаття «Ben Johnston: Quintet for Groups» Барні Чайлдса, який не був присутнім на прем'єрі, але аналізував ноти твору. За його словами, «Група III… є каталізатором, який поступово показує, як порядок з'являється з того, що спочатку видається хаосом». Музикознавиця Хайді фон Гунден в середині 1980-х аналізувала рукопис твору та фрагменти нотаток композитора, та звертала увагу на те, що робота Джонстона розпочалася з детального планування часу та розподілення тактів, при створенні яких використовувався ряд Фібоначчі. 2002 року Джонстон написав статтю-ремінісценцію, присвячену створенню та репетиціям Квінтету, яка увійшла до збірки його творів, виданої 2006 року Бобом Гілмором.